# Jerome Horsey

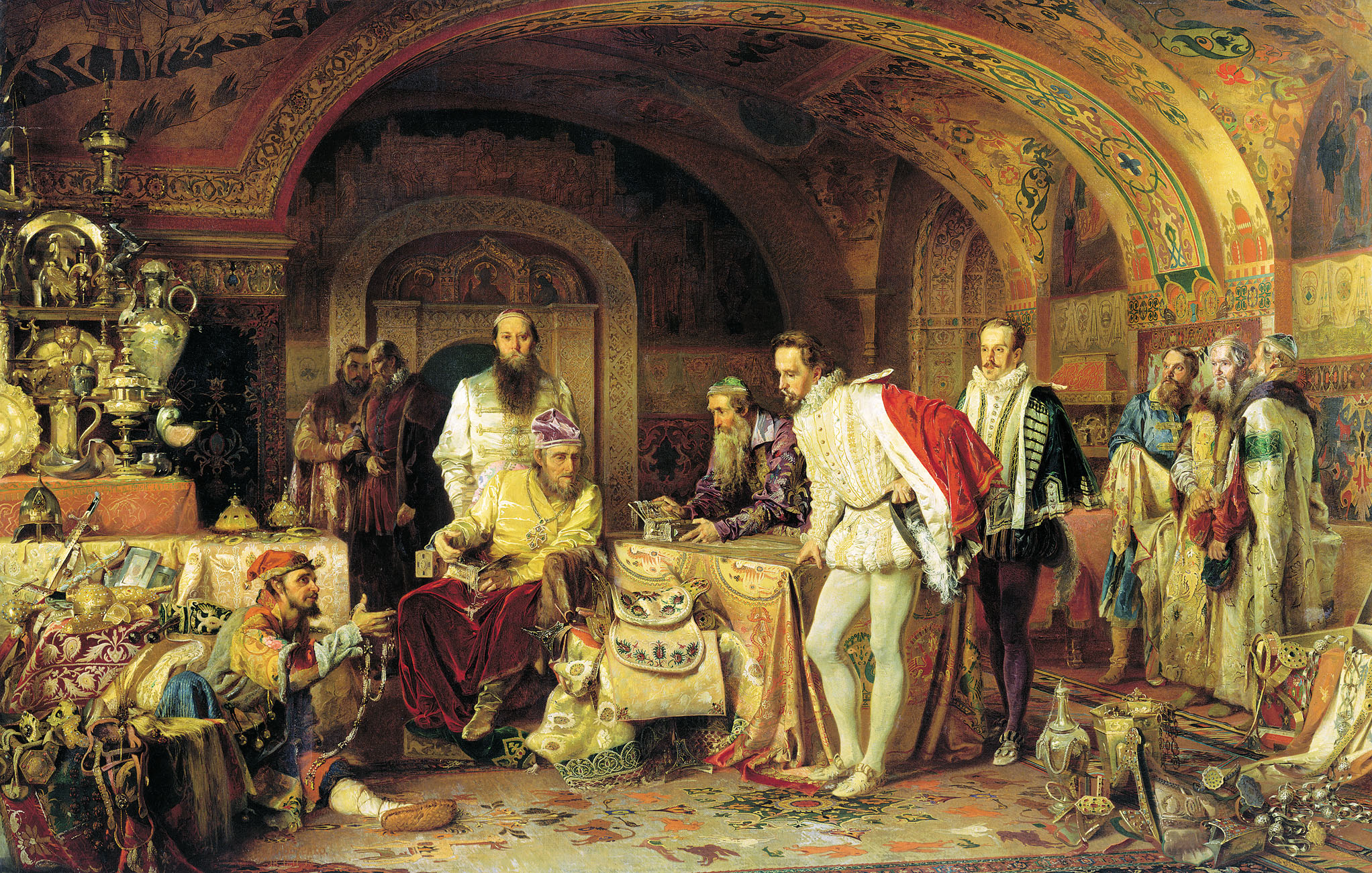
Ivan IV de Russie montrant son trésor à Jerome Horsey (d'après une toile russe de 1875)

Jerome Horsey (v.1550-Great Kimble, janvier 1626) est un diplomate, explorateur et homme politique anglais.

## Biographie
Fils d'un marchand d'Exeter, il participe en mai 1573 à une mission en Russie comme interprète avec Richard Chancellor pour la Compagnie de Moscovie dans le but d'obtenir la libération de nombreux européens emprisonnés. En 1580, il rentre en Angleterre avec des lettres d'Ivan le Terrible pour la reine Élisabeth Ire et est nommé écuyer du corps auprès de la reine.
Il voyage de nouveau en Russie de 1581 à 1585, de 1586 à 1589 et en 1590-1591 avant d'être, sous l'accusation d'espionnage, interdit à la cour de Russie.
À son retour en Angleterre, il devient membre de la Chambre des communes, occupe différents postes administratifs et reçoit le 23 juillet 1603 la Knight Bachelor. Il devient « Receiver of Crown Lands » (receveur des terres de la Couronne) dans neuf comtés en juin 1604.

## Œuvres
- The ... coronation of Theodore Iuanowich, emperour of Russia, 1598
- Extracts out of Sir J H's Observations in seventeene yeares travels and experience in Russia, 1626